# Макара (міфологія)

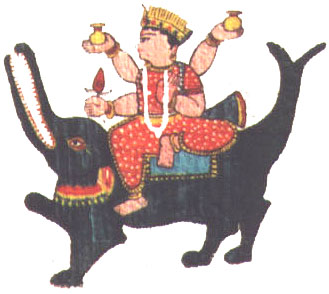
Ґанґа на макарі

Макара — міфічна істота в індуїстській міфілогії, вахана (верхова тварина) Ґанґи і Варуни, символ Камадеви, бога кохання, зображений на його прапорі. Традиційно макара вважається водною істотою, деякі джерела ототожнюють її з крокодилом (гавіалом), інші — з ґанґським дельфіном. Часто її зображують як тварину з тілом риби та головою слона або з тілом крокодила і хвостом риби. Всі легенди пов'язують макару з водою, джерелом родючості та існування загалом. У ведичній астрології Макарою називають сузір'я і зодіакальний знак Козоріг.